# Paris-Roubaix 1932
Paris-Roubaix din 1932 a fost a 33-a ediție a Paris-Roubaix, o cursă clasică de ciclism de o zi din Franța. Evenimentul a avut loc pe 27 martie 1932 și s-a desfășurat pe o distanță de 255 de kilometri de la Paris până la velodromul din Roubaix. Câștigătorul a fost Romain Gijssels din Belgia.

## Rezultate
| Loc | Ciclist                 | Timp       |
| --- | ----------------------- | ---------- |
| 1   | Romain Gijssels (BEL)   | 6h 49' 58" |
| 2   | Georges Ronsse (BEL)    | +0' 00"    |
| 3   | Herbert Sieronski (GER) | +0' 00"    |
| 4   | Jean Aerts (BEL)        | +0' 00"    |
| 5   | Alfons Schepers (BEL)   | +0' 32"    |
| 6   | Jef Demuysere (BEL)     | +1' 15"    |
| 7   | Alfons Ghisquière (BEL) | +1' 47"    |
| 8   | Emile Decroix (BEL)     | +1' 49"    |
| 9   | Julien Vervaecke (BEL)  | +2' 00"    |
| 10  | Alfons Deloor (BEL)     | +2' 00"    |